# Мостер, Антуан
Антуа́н Мосте́р (фр. Antoine Mostaert, нидерл. Antoon Mostaert, монгольское имя — Тиен Багши; 10 августа 1881, Брюгге — 2 июня 1971, Тирлемон, Бельгия) — бельгийский и американский филолог, один из крупнейших монголоведов, священник и миссионер.

## Биография
А. Мостер ещё в семинарии, в Бельгии изучает китайский, а затем и монгольский языки (последний — по учебнику, изданному в Санкт-Петербурге в 1831 году). С 1905 по 1925 год служит миссионером в городе Боро-Балгас в Южном Ордосе (Внутренняя Монголия). Изучал ордосский диалект, переводил католическую литературу с китайского на монгольский язык. В 1925—1948 годах работает в пекинском Католическом университете. В 1948 году переезжает в США, живёт в Арлингтоне, штат Виргиния. В 1965 году учёный возвращается в Бельгию.
Большой заслугой А. Мостера является его вклад в монгольское источниковедение, публикация им монгольских исторических сочинений — «Алтан Тобчи», «Эрденийн тобчи», «Болор эрихэ». Учёный также организовал публикацию в США серии монгольских исторических памятников — Scripta Mongolica.

## Избранные работы
- «Textes oraux ordos, pecueillis et publies...»,  Peking 1937
- «Folklore ordos»,  Peking, Catholic University, 1947
- «Sur quelques passages de l`Historie Secrete des Mongols», (Harvard Journal of Asiatic Studies, 1950-1952, 1953)
- «Le materiel mongol du Houa i iu de Huong-ou(1389)»,  Bruxelles.